# Cardamine occidentalis
Cardamine occidentalis är en korsblommig växtart som först beskrevs av Sereno Watson, och fick sitt nu gällande namn av T.J. Howell. Cardamine occidentalis ingår i släktet bräsmor, och familjen korsblommiga växter. Inga underarter finns listade i Catalogue of Life.